# ملك الكون
ملك الكون لقب ملكي يدّعي الهيمنة الكونية الكاملة. كلقب تاريخي، استُخدم ملك الكون بشكل متقطع من قِبل ملوك نافذين في بلاد ما بين النهرين القديمة كلقب ذي هيبة عظيمة. استُخدمت ألقاب مماثلة أحيانًا لاحقًا في العالم اليوناني الروماني كألقاب شرفية للحكام الأقوياء. كما أُطلق اللقب على آلهة مختلفة في أدب بلاد ما بين النهرين واليونان والرومان القديم. كلقب ديني وشرفي، استمر استخدام ملك الكون كلقب للإله وبعض الشخصيات الأخرى في التراث الإبراهيمي.
أصل اللقب الرافديني "شار كيشاتيم" مشتق من مدينة كيش السومرية القديمة. في سومر القديمة، كانت كيش تُعتبر ذات سيادة على مدن بلاد ما بين النهرين الأخرى، وكانت في الأساطير السومرية الموقع الذي أُنزلت إليه الملكية من السماء بعد الطوفان الأسطوري. كان أول حاكم استخدم اللقب هو سرجون الأكادي ( r. استمر استخدام اللقب في سلسلة من الإمبراطوريات اللاحقة التي ادعت نسبًا رمزيًا إلى إمبراطورية سرجون الأكادية . وكان آخر حاكم معروف اتخذ لقب بلاد ما بين النهرين هو الملك السلوقي أنطيوخس الأول سوتر ( ق. 1300-1350 قبل الميلاد) r. (281–261 قبل الميلاد).

## التقاليد الرافدينية

### خلفية
في العصر السلالي المبكر لبلاد ما بين النهرين (حوالي 2900-2350 قبل الميلاد) غزت العديد من دول المدن (وأهمها أور وأوروك ولجش وأوما وكيش ) في المنطقة أراضٍ ومدنًا بعيدة عن أراضيها، مع عواقب لا تذكر على نفسها، من أجل إنشاء إمبراطوريات صغيرة للحصول على أو الحفاظ على مكانة متفوقة نسبيًا على دول المدن الأخرى. يمكن للحكام الأقوى أن يفترضوا لقبًا أكثر هيبة، مثل أسلوب لوغال. من المرجح أن معظم الحكام الذين يُدعون لوغال في المصادر الباقية قد حصلوا على هذا اللقب من خلال حملاتهم الخاصة بدلاً من وراثته.
تطور السعي لتجاوز هيبة وقوة دول المدن الأخرى تدريجيًا إلى طموحات عامة للحكم العالمي. اعتقد قدماء بلاد ما بين النهرين في تلك الفترة أن بلاد ما بين النهرين تُمثل العالم بأسره، حيث كانت أطرافها الخليج العربي ("البحر السفلي") والبحر الأبيض المتوسط ("البحر العلوي"). ولأن المدن السومرية بُنيت على مساحة واسعة (كانت مدن مثل سوسة وماري وآشور تقع بالقرب من أطراف العالم المفترضة)، فقد بدا الوصول إلى أطراف العالم ممكنًا.
في فترة أوائل الأسرات IIIb (حوالي 2450-2350 قبل الميلاد)، أصبحت محاولات الحكام للوصول إلى السيادة العالمية أكثر شيوعًا. ومن المعروف وجود مثالين بارزين من هذا الوقت. الأول، لوغال آن موندو، ملك أداب ، تدعيه قائمة الملوك السومرية (على الرغم من أن هذا نقش لاحق كثيرًا، مما يجعل توسعه المزعوم مشكوكًا فيه) أنه أنشأ إمبراطورية عظيمة تغطي بلاد ما بين النهرين بأكملها، وتمتد من سوريا الحديثة إلى إيران، "مخضعًا الزوايا الأربع". الثاني، لوغال زاغي سي ، ملك أوروك، غزا بلاد ما بين النهرين السفلى بأكملها وادعى (على الرغم من أن هذا ليس هو الحال) أن نطاقه يمتد من البحر العلوي إلى البحر السفلي. كان لوغال-زاغي-سي يُلقب في الأصل ببساطة "ملك أوروك"، ثم اتخذ لقب "ملك الأرض" ( بالسومرية : لوغال-كلام-ما  ) ليُطالب بالحكم العالمي. وقد استخدم هذا اللقب أيضًا بعض ملوك السومريين السابقين الذين ادعوا السيطرة على سومر بأكملها، مثل إينشاكوشانا ملك أوروك.
كان يُعترف بالملكية على مدينة كيش على أنها مرموقة بشكل خاص في بلاد ما بين النهرين المبكرة. ووفقًا لقائمة الملوك السومريين، كانت كيش هي المكان الذي تم فيه إنزال الملكية من السماء بعد الطوفان، وأصبح حكامها تجسيدًا للملكية البشرية. كان يُنظر إلى المدينة على أنها تتمتع بنوع من الأسبقية على المدن الأخرى، وتحولت تدريجيًا إلى لقب عالمي إلى حد ما في فترة أوائل الأسرات الثالثة. بحلول وقت سرجون الأكادي (حوالي 2334-2279 قبل الميلاد)، كان "ملك كيش" يعني حاكمًا مفوضًا إلهيًا له الحق في حكم كل سومر . لم يقتصر استخدام اللقب على الحكام الذين سيطروا على المدينة نفسها. كما أن "ملك كيش" يعني ضمناً أن الحاكم كان باني مدن ومنتصراً في الحرب وقاضيًا عادلاً.

### تاريخ
بدأ سرجون الأكادي مسيرته السياسية ساقيًا لأور زبابا، حاكم كيش. وبعد نجاته من الاغتيال، استولى سرجون على السلطة في كيش وشن عدة حروب توسعية، مؤسسًا أول إمبراطورية عظيمة في بلاد ما بين النهرين، الإمبراطورية الأكادية (التي سميت على اسم عاصمة سرجون الثانية، أكاد ). وكان اللقب الأساسي لسرجون هو ملك أكاد (بالسومرية : lugal ag-ga-dè ). كما اعتمد سرجون اللقب الجديد لوغال كي-سار-را أو لوغال كيش-كي ، على الرغم من استخدامه بشكل أكثر بروزًا في عهد خلفائه. تعني لوغال كي-سار-را ولوغال كيش-كي حرفيًا "ملك كيش" ولكنها تختلف عن الطريقة التي يُقدم بها هذا اللقب عادةً في السومرية ( lugal kiš ). لم يحكم سرجون وخلفاؤه كيش مباشرةً، وبالتالي لم يدّعوا ملكيتهم المباشرة للمدينة. في عهد الملوك الأكاديين، حُكمت كيش بواسطة حاكم شبه مستقل يحمل لقب إنس . ومنذ عهد الملوك الأكاديين فصاعدًا، يُفهم أن "ملك كيش" قد اكتسب معنى "ملك الكون". وقد أطلق نارام سين، حفيد سرجون (حكم من 2254 إلى 2218 قبل الميلاد)، لقبًا مشابهًا، وهو " ملك أركان العالم الأربعة". ربما كان هذا اللقب يشير إلى السلطة على حكم العالم الأرضي بأكمله، بينما فُهم "ملك الكون" على أنه يشير إلى السيادة على العالم الكوني.

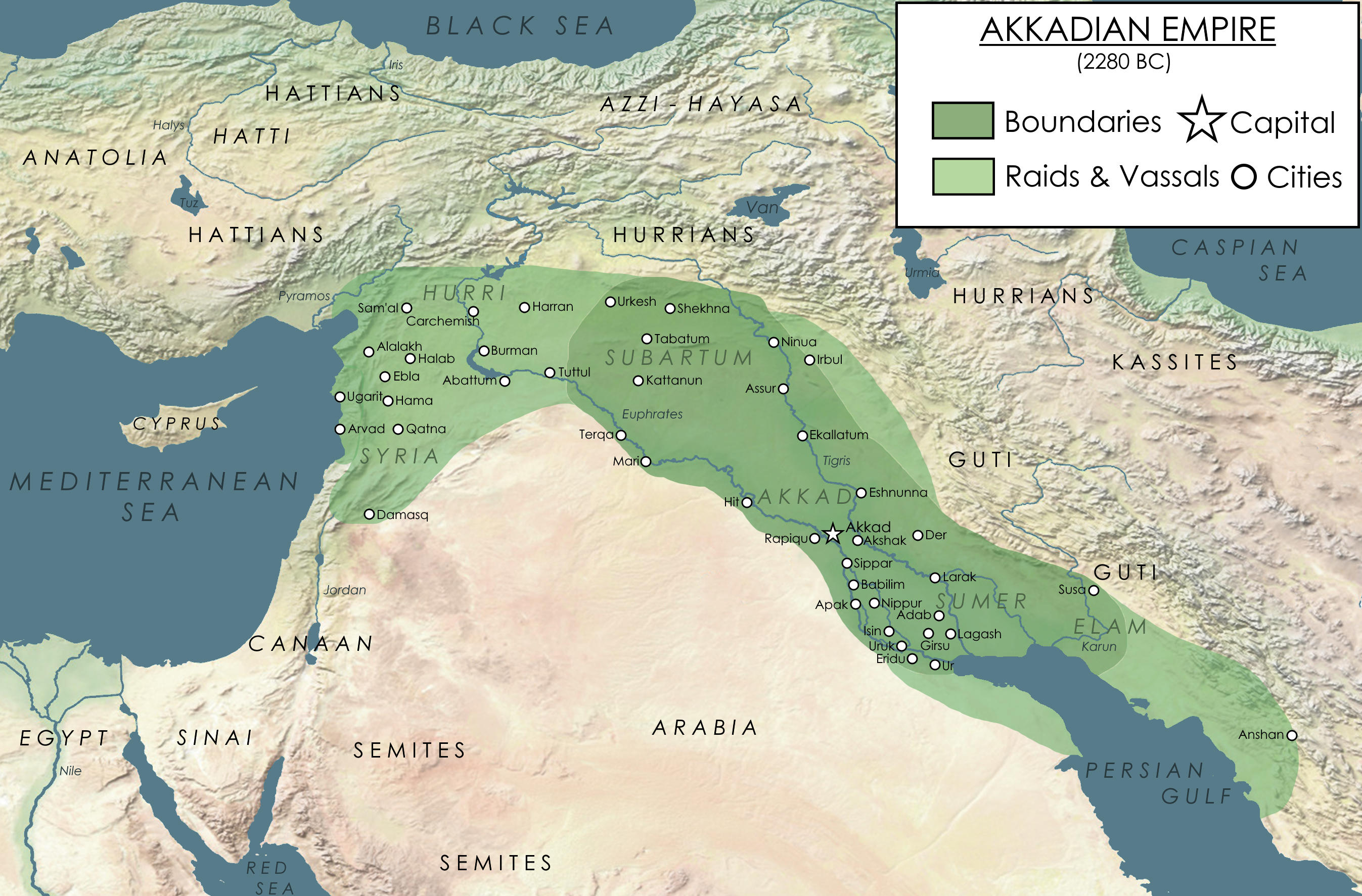
الإمبراطورية الأكادية في عهد سرجون الأكادي

ربما كان ملك الكون هو الأكثر استخدامًا من قبل ملوك الإمبراطورية الآشورية الحديثة (911-609 قبل الميلاد)، الذين سعوا إلى إرث إمبراطورية سرجون. في اللغة الأكادية، تم ترجمة اللقب إلى šar kiššatim . تم استخدام اللقب بشكل متقطع من قبل ملوك آشوريين سابقين، مثل شمشي أداد الأول (حكم من 1809 إلى 1776 قبل الميلاد) في العصر الآشوري القديم وآشور أوباليط الأول (حكم من 1353 إلى 1318 قبل الميلاد) في العصر الآشوري الأوسط. كان شمشي أداد أقدم حاكم آشوري معروف يتبنى اللقب، ربما بسبب صراعاته ضد الممالك المجاورة. كان شمشي-أداد متورطًا بشكل خاص في صراع مع ملوك دولة المدينة إشنونا، الذين استخدموا لقب "الملك العظيم" ( šarum dannum ). تبنى حكام إشنونا ، إيبيك-أداد الثاني ودادوشا ، لقب "ملك الكون"، مما يدل على صراع مع الآشوريين.  كما ادعى بعض ملوك بابل وماري هذا اللقب أيضًا. حتى في العصر الآشوري الحديث عندما كانت آشور هي المملكة المهيمنة في بلاد ما بين النهرين، تحدى ملوك أورارتو من ساردوري الأول (حكم من 834 إلى 828 قبل الميلاد) فصاعدًا استخدام الآشوريين لملك الكون. بدأ ساردوري وورثته في استخدام اللقب أيضًا، مدعين أنهم مساوون للملوك الآشوريين ومؤكدين على حقوق إقليمية واسعة.
لم يتم إثبات لقب ملك الكون لجميع ملوك العصر الآشوري الحديث، وفي بعض الحالات تم إثباته بعد عدة سنوات فقط من حكمهم. وبالتالي، فمن الممكن أن يكون اللقب قد حصل عليه كل ملك على حدة من خلال عملية غير معروفة. اقترحت ستيفاني دالي في عام 1998 أنه ربما تطلب الأمر سبع حملات عسكرية ناجحة (سبع منها مرتبطة بالكلية في آشور القديمة). ربما كان للقب متطلبات مماثلة للملوك البابليين. لم يتمكن الحاكم البابلي أياداراجالاما (حوالي 1500 قبل الميلاد) من المطالبة باللقب إلا في أواخر عهده، ويبدو أن حملاته الأولى التي أرست السيطرة على مدن مثل كيش وأور ولجش وأكاد لم تكن كافية لتبرير استخدام اللقب. يبدو أن كل من أياداراجالاما والملك البابلي اللاحق كوريجالزو الثاني لم يتمكنا من المطالبة بلقب ملك الكون إلا بعد امتداد مملكتهما إلى البحرين.

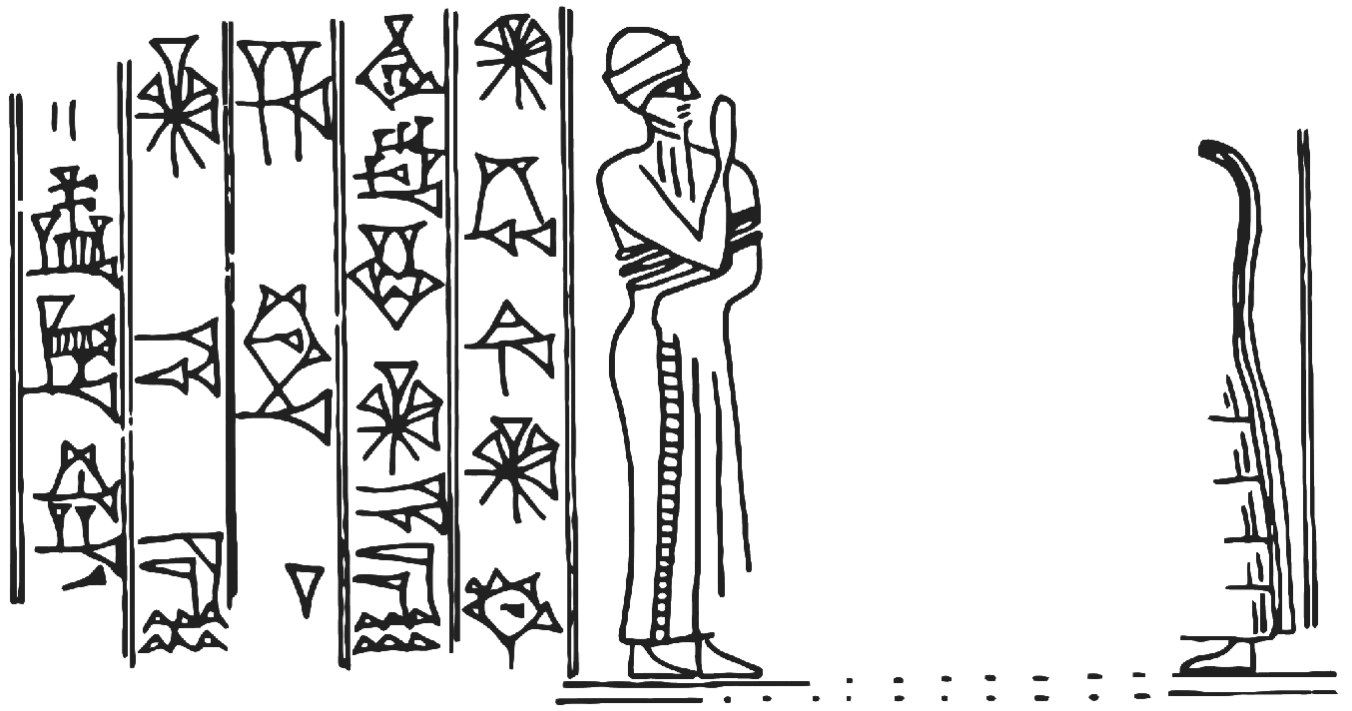
ختم شمشي أداد الأول

خلفت الإمبراطورية البابلية الحديثة (626-539 قبل الميلاد) الإمبراطورية الآشورية الحديثة . تخلى حكام بابل الحديثة عن معظم الألقاب الآشورية في وثائقهم. كان الحاكم البابلي الحديث الوحيد الذي استخدم لقب ملك الكون في نقوشه الملكية هو آخر ملوك الإمبراطورية، نابونيدوس (حكم 556-539 قبل الميلاد). يظهر اللقب أيضًا في الوثائق الاقتصادية (أي ليس بالضرورة قيد الاستخدام رسميًا) في عهد نبوبولاسر (حكم 626-605 قبل الميلاد) ونبوخذ نصر الثاني (حكم 605-562 قبل الميلاد). بعد أن غزا كورش الكبير ، حاكم الإمبراطورية الأخمينية، بابل عام 539 قبل الميلاد، كان لقب ملك الكون من بين العديد من الألقاب الرافدينية التي قرر كورش اعتمادها. لم يستمر خلفاء كورش في استخدام لقب ملك الكون، على الرغم من استمرار استخدام بعض الألقاب الآشورية الأخرى، مثل ملك الملوك وملك الأراضي .

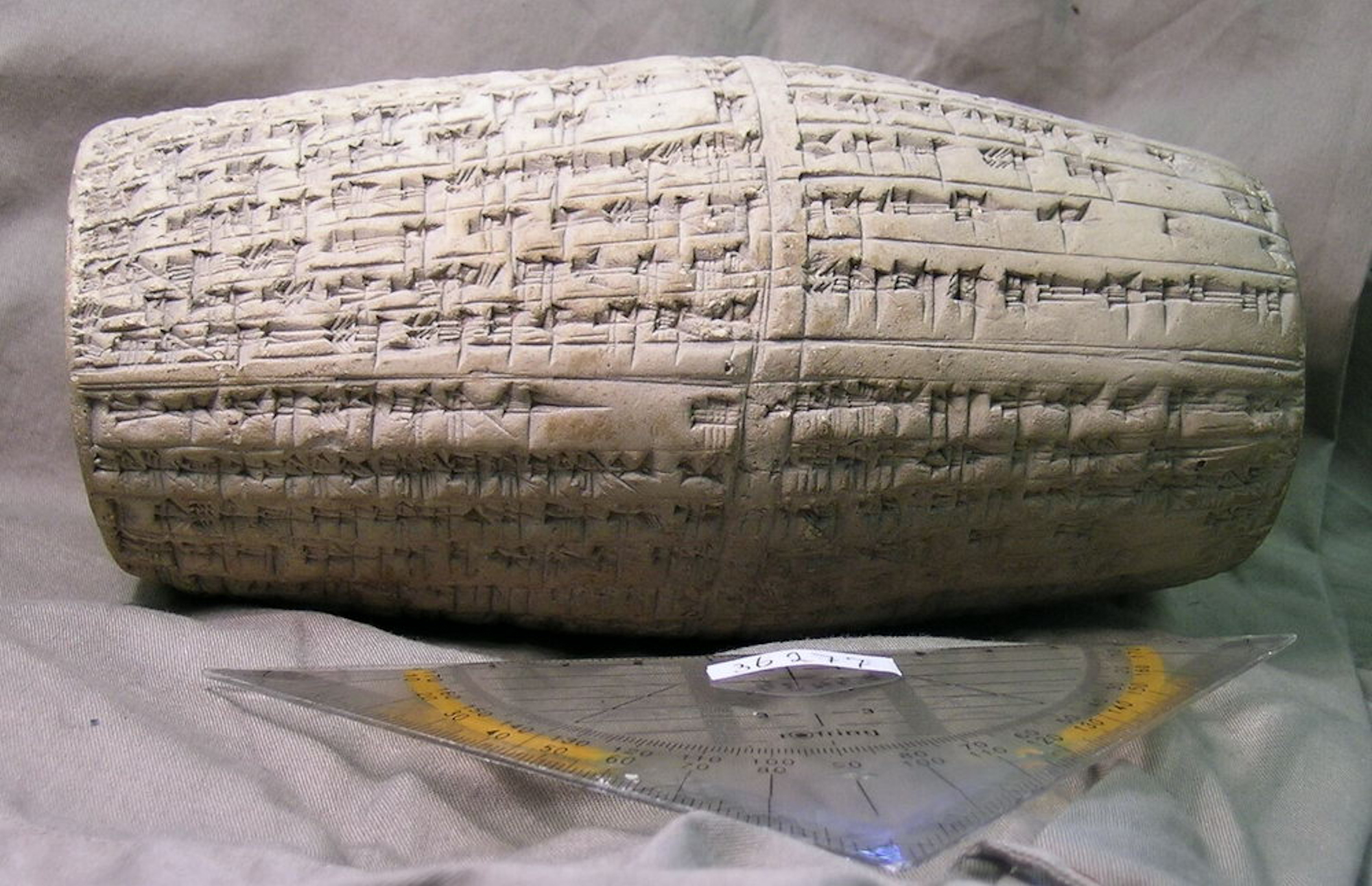
أسطوانة أنطيوخس لأنطيوخس الأول سوتر

آخر استخدام مسجل لملك الكون كان في الإمبراطورية السلوقية خلال العصر الهلنستي. سيطر السلوقيون على بابل في أعقاب فتوحات الإسكندر الأكبر وحروب الديادوشي. يظهر "ملك الكون" على أسطوانة أنطيوخس للملك أنطيوخس الأول سوتر (حكم من 281 إلى 261 قبل الميلاد)، والتي تصف كيف أعاد أنطيوخس بناء معبد إيزيدا في بورسيبا. من المحتمل أن المزيد من الحكام الأخمينيين والسلوقيين استخدموا اللقب عندما كانوا في بلاد ما بين النهرين أسطوانة أنطيوخس هي آخر مثال معروف باقٍ لنقش ملكي باللغة الأكادية. أحدث نقش معروف يسبقها هو أسطوانة كورش من ما يقرب من 300 عام قبل ذلك. من المرجح أن أسطوانة أنطيوخس كانت مستوحاة في تكوينها من النقوش الملكية السابقة لبلاد ما بين النهرين وتحمل العديد من أوجه التشابه مع النقوش الملكية الآشورية والبابلية.

### الديانة الرافدينية
منذ العصر الآشوري الحديث فصاعدًا على الأقل، استُخدم لقب "ملك الكون" أيضًا كلقب لبعض الآلهة على الأقل. يشير نقشٌ يعود تاريخه إلى عام 680 قبل الميلاد للملك الآشوري الحديث أسرحدون (الذي يُلقّب نفسه في نفس النقش بملك الكون، من بين ألقاب أخرى) في بابل إلى الإلهة ساربانيت (زوجة إله بابل الراعي مردوخ ) بأنها ملكة الكون.

### الحكام الذين استخدموا اللقب
إن سجل النقوش الملكية في بلاد ما بين النهرين غير مكتمل، ومن الممكن بالتالي أن يكون حكام آخرون غير المذكورين هنا قد تبنوا اللقب.
- Sargon (r. 2334–2279 BC)[2]
- ريموش (r. 2279–2270 BC)[28]
- Naram-Sin (r. 2254–2218 BC)[2]

Kings of the Universe in Upper Mesopotamia
- شمشي أدد الأول (r. 1809–1776 BC)[29]

Kings of the Universe in إشنونة
- دادوشا (c. 1800–1779 BC)[30]
- Naram-Sin (c. 1800 BC)[31]
- Ipiq-Adad II (r. ~1700 BC)[32]

Kings of the Universe in Mari
- زميري ليم (r. 1775–1761 BC)[22]

Kings of the Universe in the الإمبراطورية الآشورية الوسطى
- آشور أوباليط الأول (r. 1353–1318 BC)[33]
- أداد نيراري الأول (r. 1295–1264 BC)[34]
- آشور دان الثاني (r. 934–912 BC)[35]

Kings of the Universe in the العصر البابلي الوسيط
- Ayadaragalama (r. ~1500 BC)[22]
- بورنا بورياش الثاني (r. 1359–1333 BC)[22]
- كوريغالزو الثاني (r. 1332–1308 BC)[22]
- نازي ماروتاش (r. 1307–1282 BC)[36]
- نينورتا نادين شومي (r. 1132–1126 BC)[37]
- نبوخذ نصر الأول (r. 1126–1103 BC)[37]
- إنليل نادين أبلي (r. 1103–1099 BC)[37]
- مردوخ نادين أهي (r. 1099–1082 BC)[37]
- مردوخ شبيك زيري (r. 1082–1069 BC)[37]
- أداد أبلا إيدينا (r. 1069–1046 BC)[37]
- نابو شوم ليبور (r. 1033–1026 BC)[38]
- أولماش-شاكن-شومي (r. 1004–987 BC)[39]
- مار بيتي أبلا أوصر (r. 984–979 BC)[40]

- أداد نيراري الثاني (r. 912–891 BC)[35]
- توكولتي نينورتا الثاني (r. 891–884 BC)[35]
- أداد نيراري الثالث (r. 811–783 BC)[41]
- تغلث فلاسر الثالث (r. 745–727 BC)[42]
- شلمنصر الخامس (r. 727–722 BC)[43]
- سرجون الثاني (r. 722–705 BC)[2]
- سنحاريب (r. 705–681 BC)[44]
- آسرحدون (r. 681–669 BC)[3]
- آشوربانيبال (r. 669–631 BC)[45]
- Shamash-shum-ukin (Assyrian king of Babylon, r. 667–648 BC)[45]
- Ashur-etil-ilani (r. 631–627 BC)[45]
- سين شار إشكون (r. 627–612 BC)[44]

Kings of the Universe in أورارتو
- Sarduri I (r. 834–828 BC) and his successors[46]

Kings of the Universe of the كيميريون
- Dugdammî (mid-7th century)[47]

Kings of the Universe in the الإمبراطورية البابلية الحديثة
- نبوبولاسر (r. 626–605 BC), in economic documents[10]
- نبوخذ نصر الثاني (r. 605–562 BC), in economic documents[10]
- نبو نيد (r. 556–539 BC)[10]

Kings of the Universe in the الإمبراطورية الأخمينية
- كورش الكبير (r. 559–530 BC), claimed the title from 539 BC[10]

Kings of the Universe in the الإمبراطورية السلوقية
- أنطيوخوس الأول (r. 281–261 BC)[10]

## التقاليد اليونانية الرومانية

### الديانة اليونانية الرومانية
كان المصطلح اليوناني المكافئ kosmōkrator ( الذي تمت كتابته باللاتينية باسم cosmocrator ) يُطبق أحيانًا على الآلهة والحكام والأجرام السماوية في الأدب الوثني اليوناني والروماني القديم. وقد تُرجمت Kosmōkrator إلى "سيد العالم"، "حاكم العالم"، و"حاكم الكون".
أُطلق أحيانًا على العديد من الآلهة اليونانية الرومانية اسم kosmōkrator، بما في ذلك زيوس وهيليوس وهيرميس وسيرابيس وميثرا . في الترانيم الأورفية ، يُطلق kosmōkrator بشكل بارز على إله الطبيعة بان ، الذي يُضخم دوره أحيانًا ليكون إله الحياة والعالم المادي. وكاسم مستعار لبان، يمكن أن يكون لـ kosmōkrator دلالات إيجابية وسلبية. في أواخر العصور القديمة، استخدم الكتاب الأفلاطونيون المصطلح أحيانًا بشكل سلبي للغاية بالنسبة لبان لأنهم نظروا إلى الكون المادي على أنه نسخة غير كاملة وقابلة للفساد من الكون الحقيقي للشكل والفكرة النقيين.
يمكن تطبيق كلمة "كوسموكراتور" على السماوات ككل. كان الاستخدام الأكثر شهرة لكلمة "كوسموكراتور" هو لقب شرف فلكي يُستخدم أحيانًا للكواكب. في علم التنجيم اليوناني الروماني، كانت الكواكب تُعتبر مبدأً منظمًا في الفضاء وكأشياء يمكن أن تمارس تأثيرًا مصيريًا على البشرية. تشير العديد من النصوص القديمة، مثل كتابات فيتيوس فالنس وإيامبليكوس ، بالإضافة إلى البرديات السحرية اليونانية، إلى الكواكب باسم "كوسموكراتوريس".

### تكريم للحكام
كان يُستخدم لقب كوزموكراتور أحيانًا للإشارة إلى الحكام الأرضيين. غالبًا ما يُطلق على الإسكندر الأكبر في كتاب تاريخه ، الذي كتبه كوينتوس كورتيوس روفوس في القرن الأول الميلادي، لقب كوزموكراتور على الإسكندر الأكبر. كما تصف رومانسية الإسكندر الإسكندر بأنه كوزموكراتور .
منذ القرن الثاني الميلادي فصاعدًا، استُخدم اللقب أحيانًا للإشارة إلى الإمبراطور الروماني. تُطلق نقوش الروافة العربية النبطية اليونانية على ماركوس أوريليوس ولوسيوس فيروس لقب كوزموقراطوريس .  يُطلق إهداء إلى جورديان الثالث من قِبل الغزاويين في روما على الإمبراطور لقب كوزموقراطور .  في كتابات يوسابيوس ، تُطلق هيلانة على ابنها قسطنطين الكبير ألقاب باسيليوس وموناركوس وكوزموقراطور.

## التقاليد الإبراهيمية
في الكتابات اليهودية، بدأ يُنسب إلى الله ألقابٌ ملكية وتشريفاتٌ في منتصف القرن الثالث الميلادي، بما في ذلك لقب "ملك الكون" (melekh haolam ). وقد استخدم التقليد اليهودي هذا اللقب أحيانًا للإشارة إلى الله خلال القرون السابقة. ومن المراجع السابقة كتابات يوسيفوس في القرن الأول الميلادي، حيث اقتبس يوسيفوس عن أونياس الثالث استخدام "ملك الكون" للإشارة إلى الله في صلاته. من المحتمل أن ازدياد وصف الله بالملك و"ملك الكون" كان رد فعل على الحكم الملكي الصريح للأباطرة الرومان في القرنين الثاني والثالث الميلاديين، والذين وُصفوا عادةً باسم "kosmokratores" . بمعنى ما، وُصف الله آنذاك بأنه حاكم عالمي أصيل من الأباطرة. تبدأ البركات الطقسية اليهودية تقليديًا بعبارة "مبارك أنت، الرب إلهنا، ملك الكون"، وهو تطور نشأ في هذه الفترة.
يُشار إلى الله أيضًا باسم "ملك الكون" في المسيحية. من غير الواضح ما إذا كان هذا قد تطور من التقاليد اليهودية أو بالتوازي معها. في نهاية القرن الأول الميلادي تقريبًا، أشار كليمنت الروماني إلى الله باسم despota epouranie basileu ton aionon ("السيد السماوي، ملك العصور"). حوالي عام 180 ميلاديًا، أشار ثيوفيلوس الأنطاكي إلى الله باعتباره سيدًا ( kyrios ) وحاكم الكون. يمكن استخدام "ملك الكون" كلقب لكل من الله الآب والله الابن ( يسوع ). يُشار أحيانًا إلى مريم، والدة يسوع، باسم "ملكة الكون" من قبل المسيحيين، على سبيل المثال في خطاب عام 1950 للبابا بيوس الثاني عشر.
في الإسلام، يُشار إلى الله أيضًا باسم الملك الكوني. ومن الألقاب الشائعة لقب "رب العالمين".
استُخدمت كلمة "kosmōkrator" اليونانية أحيانًا في التراث الإبراهيمي. لم تظهر في الترجمة السبعينية، بل وردت في العهد الجديد مرة واحدة فقط (أفسس 6: 12). ولم يظهر اسمها في الأدب اليهودي المبكر إلا في العهد الجديد، حيث استُخدمت كلمة "kosmokratores" للدلالة على مجموعة من الأرواح الشريرة المرتبطة بالكواكب. وفي الأدب الحاخامي اللاحق، استخدمت الكلمة أحيانًا ككلمة أجنبية للدلالة على ملاك الموت، المُشار إليه بالشيطان. وفي أفسس 6: 12، استُخدمت للدلالة على الشياطين الشريرة ( kosmokratores tou skotous toutou ، أي "حكام الظلام في هذا العالم").    استخدم الأسقف إيريناوس في القرن الثاني الميلادي لقب " كوسموكراتور " للشيطان كما أشار كل من أوريجانوس وإغناطيوس الأنطاكي إلى الشيطان باعتباره "أمير هذا العالم". كما وصفت الكتابات الغنوصية الشيطان بأنه " كوسموكراتور" .